# Dizzy Dishes
Dizzy Dishes (platos vertiginosos), es un corto estadounidense de animación de 1930, de la serie Talkartoons. Fue producido por los estudios Fleischer y distribuido por Paramount Pictures. Es famoso por aparecer en él, por primera vez, Betty Boop, aunque sin ser ella el personaje principal.

## Argumento
En una sala de fiestas, cuatro gatitas cantan y bailan. Bimbo atiende a un hambriento gorila, quien le pide un pato asado. Ya en la cocina, mientras lo prepara, un aluvión de pedidos le agobia y enfada. Con el plato ya listo, sale a la sala airoso en el momento en que sobre el escenario actúa una perrita (Betty Boop). Desatendiendo al cliente, Bimbo contempla dicha actuación, al final de la cual sube al escenario, enamorado y alegre, cantando y bailando con el pato. Mientras tanto, la cólera del gorila crece tanto como su apetito y airado persigue al pato y a Bimbo hasta la cocina. Allí, Bimbo logrará escapar de las garras del gorila con un sorprendente recurso.

## Realización
Dizzy Dishes es la séptima entrega de la serie Talkartoons (dibujos animados parlantes) y fue estrenada el 9 de agosto de 1930. La estrella era Bimbo, un perro con aspecto humano. Aquí aparece por primera vez Betty Boop, aunque sin su nombre y caracterizada de una manera diferente a la que le daría tanta fama: botoncito de nariz, gruesos mofletes, dentadura prominente y largas orejas caninas colgando.
La canción que cantan las chicas al principio del corto, vuelve a ser cantada, esta vez por Betty Boop y Bimbo, en el corto Crazy-Town.